# Leichtathletik-Weltmeisterschaften 1983/400 m Hürden der Frauen

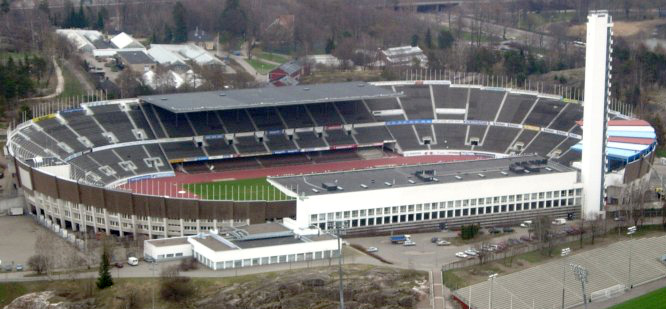
Das Olympiastadion in Helsinki

Der 400-Meter-Hürdenlauf der Frauen bei den Leichtathletik-Weltmeisterschaften 1983 fand am 8., 9. und 10. August 1983 in Helsinki, Finnland, statt.
31 Athletinnen aus 20 Ländern nahmen an dem Wettbewerb teil. Die Läuferinnen aus der Sowjetunion errangen einen Doppelsieg. Die Goldmedaille gewann Jekaterina Fessenko nach 54,14 s, Silber ging an Ana Ambrazienė, die mit 54,15 s nur eine Hundertstelsekunde zurücklag. Die Bronzemedaille sicherte sich die Vizeweltmeisterin von 1980 Ellen Fiedler aus der DDR mit 54,55 min.

## Rekorde
Vor dem Wettbewerb galten folgende Rekorde:
| Weltrekord               | Ana Ambrazienė  | 54,02 s | Moskau, Sowjetunion  | 11. Juni 1983   |
| Weltmeisterschaftsrekord | Bärbel Broschat | 54,55 s | Sittard, Niederlande | 16. August 1980 |

Weltmeisterin Jekaterina Fessenko aus der Sowjetunion verbesserte den WM-Rekord im Finale am 10. August 1983 um 41 Hundertstelsekunden auf 54,14 s.

## Vorläufe
8. August 1983
Aus den vier Vorläufen qualifizierten sich die jeweils drei Ersten jedes Laufes – hellblau unterlegt – und zusätzlich die vier Zeitschnellsten – hellgrün unterlegt – für das Halbfinale.

### Lauf 1
| Platz | Athletin            | Land                    | Zeit        |
| ----- | ------------------- | ----------------------- | ----------- |
| 1     | Jekaterina Fessenko | Sowjetunion             | 56,43 s     |
| 2     | Ann-Louise Skoglund | Schweden                | 56,80 s     |
| 3     | Gwen Wall           | Kanada                  | 57,14 s     |
| 4     | Judi Brown          | Vereinigte Staaten      | 57,14 s     |
| 5     | Giuseppina Cirulli  | Italien                 | 57,43 s     |
| 6     | Rose Tata-Muya      | Kenia                   | 58,09 s     |
| 7     | Liu Guihua          | Volksrepublik China     | 59,39 s     |
| 8     | Felicia Candelario  | Dominikanische Republik | 1:00,72 min |

### Lauf 2

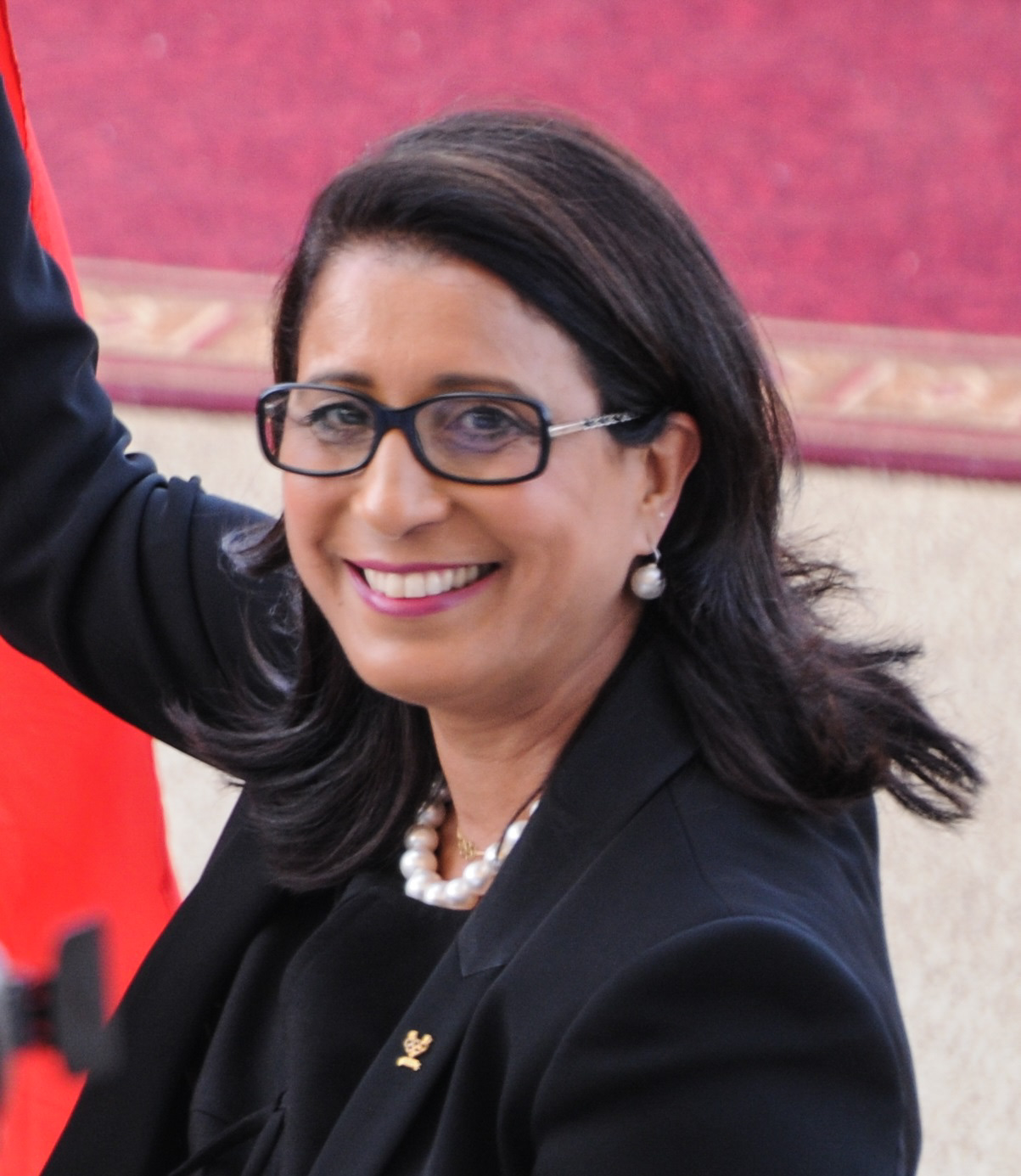
Nawal El Moutawakel schied im Halbfinale aus – 1984 wurde sie Olympiasiegerin

| Platz | Athletin           | Land                            | Zeit    |
| ----- | ------------------ | ------------------------------- | ------- |
| 1     | Ana Ambrazienė     | Sowjetunion                     | 56,30 s |
| 2     | Susan Morley       | Vereinigtes Königreich          | 56,58 s |
| 3     | Petra Krug         | Deutsche Demokratische Republik | 56,87 s |
| 4     | Anna Filicková     | Tschechoslowakei                | 57,09 s |
| 5     | Ruth Kyalisima     | Uganda                          | 57,58 s |
| 6     | Helle Sichlau      | Dänemark                        | 57,90 s |
| 7     | Tonja Brown        | Vereinigte Staaten              | 58,00 s |
| 8     | Ovrill Dwyer-Brown | Jamaika                         | 58,40 s |

### Lauf 3
| Platz | Athletin            | Land                            | Zeit    |
| ----- | ------------------- | ------------------------------- | ------- |
| 1     | Nawal El Moutawakel | Marokko                         | 56,52 s |
| 2     | Petra Pfaff         | Deutsche Demokratische Republik | 56,56 s |
| 3     | Hilde Fredriksen    | Norwegen                        | 56,66 s |
| 4     | Christine Slythe    | Kanada                          | 57,40 s |
| 5     | Sandra Farmer       | Jamaika                         | 57,97 s |
| 6     | Verona Elder        | Vereinigtes Königreich          | 58,74 s |
| 7     | Tuija Helander      | Finnland                        | 59,43 s |
|       | Mary Wagner         | BR Deutschland                  | DNF     |

### Lauf 4
| Platz | Athletin             | Land                            | Zeit        |
| ----- | -------------------- | ------------------------------- | ----------- |
| 1     | Debbie Flintoff      | Australien                      | 56,47 s     |
| 2     | Cristieana Cojocaru  | Rumänien                        | 56,49 s     |
| 3     | Ellen Fiedler        | Deutsche Demokratische Republik | 56,58 s     |
| 4     | Sharrieffa Barksdale | Vereinigte Staaten              | 56,60 s     |
| 5     | Gladys Taylor        | Vereinigtes Königreich          | 58,25 s     |
| 6     | Andrea Page          | Kanada                          | 58,55 s     |
| 7     | Marcela Sevcikova    | Tschechoslowakei                | 1:00,34 min |

## Halbfinale
9. August 1983
Aus den zwei Halbfinalläufen qualifizierten sich die jeweils vier Ersten jedes Laufes – hellblau unterlegt – für das Finale.

### Lauf 1
| Platz | Athletin            | Land                            | Zeit (s) |
| ----- | ------------------- | ------------------------------- | -------- |
| 1     | Petra Pfaff         | Deutsche Demokratische Republik | 55,77    |
| 2     | Jekaterina Fessenko | Sowjetunion                     | 55,99    |
| 3     | Ann-Louise Skoglund | Schweden                        | 56,01    |
| 4     | Susan Morley        | Vereinigtes Königreich          | 56,09    |
| 5     | Debbie Flintoff     | Australien                      | 56,63    |
| 6     | Gwen Wall           | Kanada                          | 56,68    |
| 7     | Judi Brown          | Vereinigte Staaten              | 57,98    |
|       | Hilde Fredriksen    | Norwegen                        | DNS      |

### Lauf 2
| Platz | Athletin             | Land                            | Zeit (s) |
| ----- | -------------------- | ------------------------------- | -------- |
| 1     | Ana Ambrazienė       | Sowjetunion                     | 55,18    |
| 2     | Ellen Fiedler        | Deutsche Demokratische Republik | 55,23    |
| 3     | Petra Krug           | Deutsche Demokratische Republik | 55,98    |
| 4     | Cristieana Cojocaru  | Rumänien                        | 56,71    |
| 5     | Sharrieffa Barksdale | Vereinigte Staaten              | 56,81    |
| 6     | Nawal El Moutawakel  | Marokko                         | 57,10    |
| 7     | Anna Filicková       | Tschechoslowakei                | 57,64    |
| 8     | Christine Slythe     | Kanada                          | 58,53    |

## Finale
10. August 1983
| Platz | Bahn | Athletin            | Land                            | Zeit (s) |
| ----- | ---- | ------------------- | ------------------------------- | -------- |
|       | 5    | Jekaterina Fessenko | Sowjetunion                     | 54,14 CR |
|       | 3    | Ana Ambrazienė      | Sowjetunion                     | 54,15    |
|       | 1    | Ellen Fiedler       | Deutsche Demokratische Republik | 54,55    |
| 4     | 7    | Petra Pfaff         | Deutsche Demokratische Republik | 54,64    |
| 5     | 8    | Petra Krug          | Deutsche Demokratische Republik | 54,76    |
| 6     | 2    | Ann-Louise Skoglund | Schweden                        | 54,80    |
| 7     | 6    | Susan Morley        | Vereinigtes Königreich          | 56,04    |
| 8     | 4    | Cristieana Cojocaru | Rumänien                        | 56,26    |

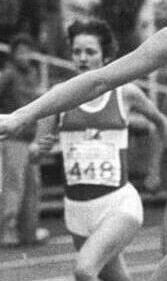
Petra Pfaff kam auf den vierten Platz
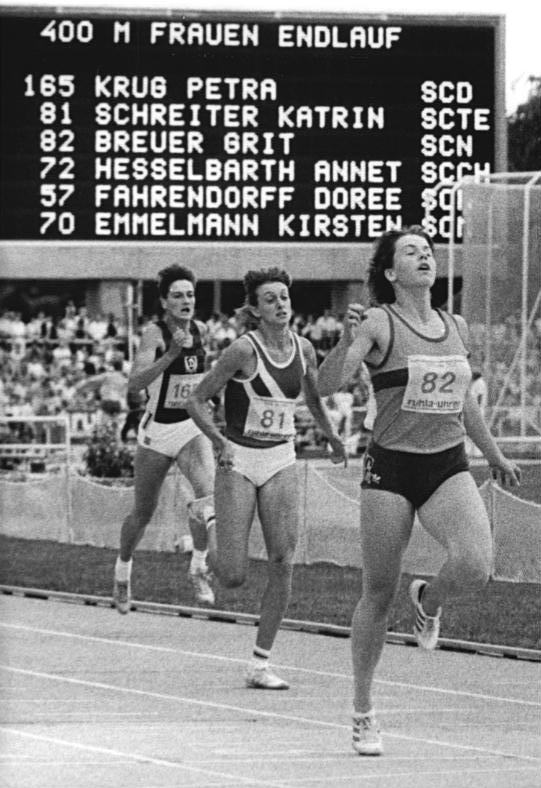
Petra Krug (ganz links) belegte Rang fünf
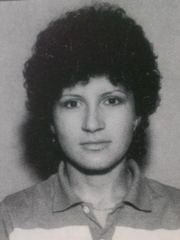
Rang acht für Cristieana Cojocaru

## Video
- 1983 World Championships 400m Hurdles Women auf youtube.com, abgerufen am 13. April 2020